# Историческа възстановка
Историческа възстановка, наричана също реконструкция, драматизация, е образователна или развлекателна дейност, в която участниците, наричани възстановчици или реенактори, следват план, пресъздаващ аспекти на историческо събитие или период. Това може да бъде определен исторически момент, като реконструкцията на Битката при Варна от 1444 г. или широк период от време, като например късносредновековния бит на българската държава.

## Произход
Дейностите, свързани с историческата реконструкция имат дълга история. Римляните първи организират пресъздаване на известните битки на Античността в своите амфитеатри като форма на обществен спектакъл. По-късно през Средновековието се организират турнири, през които често се възпроизвеждат исторически теми от древен Рим или от друго място.
Военни демонстративни битки и възстановки за първи път стават популярни през XVII век в Англия. През 1638 г., e организирана битка между християнски и мюсюлмански сили в Лондон, а по-късно възстановчици на кръглоглавите от времето на Английската гражданска война пресъздават свое успешно сражение от 1645 г.
През XIX век историческа реконструкция се получава широко разпространение в отговор на силния романтичен интерес към средновековната култура в противовес на Просвещението и индустриалната епоха. Представления като Айвънхоу предоставят възможност за контакт с романтизма на рицари, замъци, пирове и турнири. През 1821 херцогът на Бъкингам Ричард Темпъл-Гренвил организира морски битки от наполеоновите войни, като за сцена използва голямо езеро в своя имот, а първата реконструкция на битката при Ватерло е поставена в лондонския амфитеатър Астли през 1824 година. През този период явлението историческата възстановка узрява напълно с грандиозния спектакъл, наречен Еглинтънски турнир от 1839, който представлява реконструкция на средновековен рицарски турнир в Северен Еършър, Шотландия и е организиран от Арчибалд Монтгомъри, 13-и граф на Еглинтън. Турнирът е режисиран спектакъл в духа на романтизма и привлича 100 000 зрители.
Турнирът се провежда на поляна до река Ървин. Местността, избрана за турнира е ниска, почти блатиста, с тревисти склонове. Граф Еглинтън обявява, че достъпът е свободен, като моли зрителите да са облечени в средновековни одежди, ако е възможно. Турнирът включва тринадесет средновековни рицари на коне.
Рицарската възстановка, както и много произведения на изкуството, поръчани или вдъхновени от този турнир, оказват влияние върху общественото настроение, което вече е наречено Готически ренесанс на ХIХ век. Амбициите му са пренесени в следващи събития, като турнира в Брюксел през 1905 г. и други опити, вдъхновени от романа на Уолтър Скот „Ivanhoe“ „да бъдат живо пресъздаване на литературния романс“. Граф Еглинтън заявява: „виждам множеството недостатъци на нашето изложение, възможно повече от тези, които виждат не така дълбоко заинтересованите от това; аз знам, че то е много скромна имитация на сцените в моето въображение, но аз поне направих нещо за съживяването на кавалерството“.
Реконструкция на битките стават по-често явление в края на XIX век във Великобритания и Америка. Само година след битката при Литъл Бигхорн, оцелели от 7-и кавалерийски полк провеждат възстановка на поражението пред фотокамера.
През 1895 г. членовете Глостърширските сапьори пресъздават своята известна схватка при Роркс Дрифт, състояла се 18 години по-рано. В тази възстановка участват 100 души, като според планът ѝ 25 британски войници отблъскват атака 75 Zulus по време на грандиозен военен фестивал в Челтнъмските зимни градини.
Ветерани от Американската гражданска война пресъздават битки, в което намират начин да си спомнят и почетат своите убити другари, а и да обучават другите за какво се е водила войната. Големият събор от 1913 година е свикан за честване на 50-годишнината от битката при Гетисбърг, като в него вземат участие над 50 000 ветерани от Съюза и Конфедерацията. Те се включват във възстановка на моменти от битката, включително и Пикетовия щурм.
В началото на ХХ век историческа възстановка се провежда и в Русия с реконструкция на отбраната на Севастопол от 1855 през 1906, Бородинската битка от 1812 в Санкт Петербург и Превземането на Азов от 1696 във Воронеж, състояли се през 1918 година. През 1920 г. се провежда реконструкция на щурмуването на Зимния дворец от 1917, с което се отбелязва третата годишнина от Октомврийската революция, което вдъхновява сцени, режисирани от Сергей Айзенщайн във филма Октомври: десет дни, които разтърсиха света.
Широкомащабни възстановки започват да се провеждат редовно на Кралския турнир в Олдършот през 1920-те и 30-те години. Впечатляващо събитие в тамошната програма е възстановката на обсадата на Намур от Деветгодишната война – тази възстановка се провежда през 1934 г. в рамките на шестдневно представление.
В Америка съвременна реконструкция се наблюдава от 1961 – 1965, когато се отбелязва стогодишнина от Гражданската война. Максимална популярност събитията постигат през 1980-те и 1990-те години, до голяма степен благодарение на успеха на реконструкцията по повод 125-годишнината от битката при Манасас, в която вземат участие над 6000 реенактори.

## Участници
Повечето участници в историческите възстановки са аматьори, които се интересуват от историята като хоби. Участниците в това хоби са изключително разнообразни. Възрастта на участниците варира от малки деца и техните родители. Сред по-възрастните участници се срещат хора от различни сфери на живота: студенти, пожарникари, адвокати, военни, лекари, и дори професионални историци.

### Категории
Обикновено участниците се разделят на няколко по-широко определени категории, като се позовава на ниво на загриженост за автентичността на възстановката. В САЩ и европейските страни битуват различни гледни точки за изкуството, жаргона и определенията, засягащи историческите възстановки.

#### Полиестерна група („farbs“)
„Фарбс“ или „полиестерни войници“, са участници, които харчат сравнително малко време и/или средства за осигуряване на надеждност и автентичност по отношение на униформи, аксесоари или поведение спрямо избрания исторически период. Анахронизми в облеклото, тъканите, закрепването (използване на велкро), превозните средства и съвременните цигари са чести при тях.
Произходът на думата „фарб“ не е известен, но тя се появява през 1960 или 1961 година, като някои смятат, че означва „далеч от съвършенство“. Алтернативното определение е „Далеч за мен да критикувам“, или „Бърза И Евтина Покупка“. Съществува и сатиричното определение „Забравете За Проучване, Скъпа“. Някои ранни определения твърдят, че думата идва от немската дума за цвят, защото нерядко тези одежди са по-пъстри в сравнение с унило сините, сивите или кафяви реални мундири от Гражданска война.

#### Преобладаваща група („mainstream“)
Основната група на участниците не пестят усилия, за да изглеждат автентични, но допускат излизане от роля при липса на публика. Видимите шевове в техните одежди могат да бъдат зашити по правилния за историческия период начин, но скритите шевове и бельото може и да не бъдат подходящи за периода. Храната, консумирана пред публика като цяло отговаря на съответния период, но може и да не е сезонно или местно подходяща. Елементи на съвременния бит, понякога се използват „след работа“ или по скрит начин.

#### Прогресивна група („hard core“)
На другия полюс от „фарбс“ се намират твърдото ядро на участниците „хардкор автентичните“ или „прогресивни“, както те понякога предпочитат да се обявяват. Те понякога са наричани сатирично „броячи на бодове“, представляват упорито движение и често остават неразбрани.
Прогресивните участници изтъкват стойността на внимателното историческо проучване, и понякога се шегуват с преобладаващата група, че увековечават исторически неточния „реенакторизъм“. Прогресивните като правило се стремят да се потопят в историческия бит и да го пресъздават колкото е възможно повече. Това включва консумиране на сезонно и регионално съответната храна, шевни конци и бельо в актуалния период и в характера на събитието. Желанието за вълнуващи преживявания често води твърдолинейните участници на по-малки събития или до създаване на отделни лагери при големи събития.

## Периоди
Периодът на историческата възстановка се отразява от и във вида на костюмите, оръжията, броните и предметите от бита, които се използват. Най-популярни за възпроизвеждане са:
- Античност – Класическа реконструкция
- Ранно средновековие – ранносредновековна възстановка
- Развито Средновековие – късносредновековна възстановка
- Ренесанс – ренесансова възстановка
- Ново време
  - Регентски период
  - Времето на търговията с кожи – възстановка на събития от лова и търговията с дивечови кожи.
  - Американска Гражданска война
  - Първа световна война[23]
  - Втора световна война

## Облекло и оборудване
Многобройни занаятчии осигуряват не само материали, но и готов продукт за използване от участниците. Униформите и работното облекло са ръчно тъкани, естествени шарени, а ширити и други материали са пришити ръчно или машинното начин, с помощта на уреди, характерни за изобразения период.
Отделя се специално внимание на автентичността на проектирането и строителството е даден в еднаква степен и шапки, обувки, лагер, съоръжения, оборудване, военна техника, оръжие и така нататък. Тези предмети, като правило, са много по-скъпи, отколкото облекло и униформи в съвременното производство се предлагат на потребителя в реалистичен опит в използването на материали, шивашки и технологии за производство, които са много близо до историческия, колкото е възможно.
Зрителите на събитието могат да получат по-голямо удовлетворение от посещение на лагери с висока степен на достоверност, постигната в личните предпазни облекла и оборудването.

## Видове възстановки

### Жива история
Живата история на термин, който описва опити за съживяване на историята за широката общественост без посочен сценарий. Историческо представяне включва в себе си добро проучване и се опитва да пресъздаде известно историческо събитие за образователни цели, чрез представяне с театрални елементи и конкурсни дейности с цел забавление. Границата между любителско и професионално представяне в живата история на музеите могат да бъдат размити. При вторите обикновено се използват музейни специалисти и обучени преводачи, за да се помогне да предаде историята за обществото, някои музеи и исторически места използват живата история на групата с най-високо ниво на достоверност на една и съща роля на специални събития.
Живи истории, като цяло, са предназначени за образоване на обществеността. Такива дейности не е задължително да включват бутафорна битка, но вместо това са насочени към изобразяване на начина на живот на хората от този период. Това често включва в себе си както военни, така и граждански впечатления. По-чести са занаятчийски и кулинарни майсторски класове, песни и развлекателни дейности, както и лекции. Военни тренировки могат също да бъдат открити.
В САЩ, служба на националните паркове позволява организирането на такива събития само на няколко места като Сейлърс крийк Гетисбърг от съображения за безопасност и автентичност.
В Германия средновековието обикновено се свързва с живата история в изложби и фестивали, като например Фестивала на Св.Петър и Павел в Бретен или рицарския турнир в замъка Калтенберг. Специфичният немски подход спрямо автентичността е въпрос не толкова на възпроизвеждане на определено събитие, колкото потапяне на посетителите в определена епоха, за да схванат според Валтер Бенямин "духовно послание, изразено във всеки паметник и всеки своя „отпечатък“ и „аура“, дори и в епохата на новата техническа възпроизводимост. Историческите градски празници и събития са изключително важни при формирането на местните общности и допринася за самооценката на общините, а местната културна инфраструктура и паметници служат като стафаж за потапяне. В Дания няколко музеи на открито използват жива история в рамките на своята концепция – Миделалдерсцентрет, Стария град Орхус и Фриландсмусеет.

### Бойни демонстрации
Бойните демонстрации по време на историческа възстановка включват организации и/или физически лица, имащи за цел на първо място да покажат на обществеността военното дело през избрания период. Основен принцип при тях остава безопасността на участниците, поради което се препоръчва използването на безопасни оръжейни реплики, подходящи за периода лични предпазни средства и най-вече теоретична и практическа подготовка. Бойните демонстрации са базиран на истински исторически битки и изобразяват основни военни тактики и маневри.

#### Бойна възстановка
Битките със сценарий в тесния смисъл на думата са планирани предварително, така че бойните части да извършат същите действия, които са били проведени в оригиналните битки. Участниците в тези демонстрации могат силно да варират по брой – от няколкостотин до няколко хиляди бойци.

#### Тактическа възстановка
Тактическите битки обикновено не са отворени за общественото внимание. Те се водят като истински битки, като двете страни прилагат реални стратегии и тактики, за да се наложат над своите противници. Без сценарий, на база на набор от договорени правила (физически граници, срокове, условия за победа и т.н.), и на мястото на съдиите, тактически битки може да се разглежда като форма на военна игра или екшън ролева игра, но в тези случаи, вместо огнестрелното оръжие се прилага стрелба с халосни патрони или други регулационни ограничения.
Развитието на „исторически страйкбол“ турнири е разклонение на тактическите възстановки.

### Търговска възстановка
Множество замъци, музеи и други исторически забележителности наемат актьори или професионални участници като част от своите изложения. Това обикновено се отнася за пресъздаване в даден град, село или дейности в рамките на определен период от време. Търговската реконструкция обикновено следва хореография и сценарий.
В някои места се установили трайни автентични изложения. По своята природа, те обикновено са жива история – представяне, а не тактическа или бойна възстановка, въпреки че някои са домакини на по-дълги временни събития.
През 2008 г. Националният исторически парк и природен резерват Жан Лафит и Дворецът Трайон в Северна Каролина стават фон за документален филм, изобразяващ началото на 1800-те години и наречен „Тайната на корабокрушението през Марди Гра“.

## Литературни публикации
Печатни издания в САШ, които отбелязват историческите възстановки и живата история, са Camp Chase Gazette, Smoke and Fire News, Living History и Skirmish Magazine. Книги като The Medieval Soldier на Джери Ембълтън и Джон Хоу (1995), която е преведена на френски и немски, съдържат информация за средновековния военен костюм в цветни илюстрации и снимки. За Наполеоновия период две книги обхващат живота в армията по това време и живата история: The Napoleonic Soldier от Стивън Моън (1999) и Marching with Sharpe от Б. Блат (2001). Различни наполеоновски реконструкторски групи обхващат историята на свързани полкове, а също така се опитват да илюстрират и пресъздадат периода. Целта да бъдат истински, доколкото е възможно, е довело до много сериозни реконструкторски дружества и научноизследователски групи с натрупани знания за всички аспекти на живота, които те се стремят да представят. По този начин реконструкция играе важна роля в прилагането на историята на живота, запазване на историята жива, и за разширяването на знания и разбирането на периода. В Обединеното кралство редица малки издателства публикуват книги за английската Гражданска война – такива са Stuart Press с 250 печатни тома и Partizan Press. Книгата на Тим Мур I Believe in Yesterday: My Adventures in Living History разказва за собствения опит на автора във възстановките.

## Медийна подкрепа
Филмови и телевизионни продуценти често се обръщат към реконструкторски групи за подкрепа; филми като Гетисбърг, Слава, Патриотът и Алатристе са заснети с помощта на напълно оборудвани участници, познаващи военните процедури относно лагер и тактика.